# Eluent

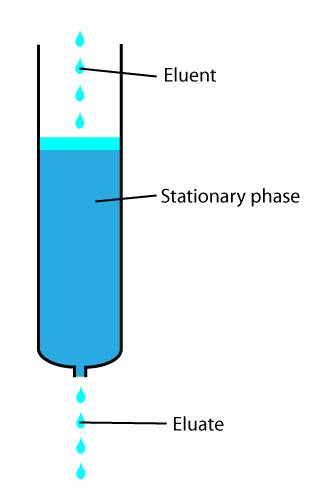
Proces elucji na kolumnie chromatograficznej podczas chromatografii cieczowej. Od góry: eluent (faza ciekła), faza stała z zaadsorbowaną substancją, eluat

Eluent – płyn wymywający substancje zaadsorbowane na fazie stałej podczas chromatografii. Proces wymywania nosi nazwę elucji, a faza wypływająca z fazy stałej to eluat.
Eluentami są zwykle związki chemiczne o niskiej masie cząsteczkowej, które nie reagują ze złożem i przechodzą przez to złoże przy jak najmniejszych oporach przepływu. Na wynik analiz chromatograficznych bardzo duży wpływ ma czystość eluentów. Niektóre z technik chromatograficznych (np. HPLC) wymagają też odgazowywania eluentów. 
W chromatografii gazowej eluentem jest gaz nośny o jak najmniejszej masie cząsteczkowej – zwykle wodór lub hel.
W chromatografii cieczowej eluentem jest faza ciekła: rozpuszczalnik lub ich mieszanina. Do często stosowanych eluentów ciekłych zalicza się:
- aceton
- acetonitryl
- chlorek metylenu
- chloroform
- etanol
- metanol
- tetrahydrofuran
- toluen
- woda

W TLC i chromatografii bibułowej eluent określa się mianem układu rozwijającego.